# Heinz Liebert
Heinz Liebert (ur. 24 maja 1936 w Ochli) – niemiecki szachista, mistrz międzynarodowy od 1966 r., z zawodu matematyk.

## Kariera szachowa
Zasady gry w szachy poznał w wieku 11 lat. W latach 1956, 1957 i 1960 reprezentował Niemiecką Republikę Demokratyczną na drużynowych mistrzostwach świata studentów. W pierwszych latach 60. XX wieku awansował do ścisłej krajowej czołówki, do której należał do połowy lat 70. Pomiędzy 1962 a 1972 r. sześciokrotnie uczestniczył w szachowych olimpiadach. Najlepszy indywidualny wynik uzyskał w 1968 r. w Lugano, gdzie zdobył brązowy medal na V szachownicy. Oprócz tego, w 1970 r. reprezentował NRD na drużynowych mistrzostwach Europy w Kapfenberg, gdzie zdobył dwa medale: brązowy wraz z zespołem oraz srebrny za indywidualny wynik na V szachownicy.
Osiemnastokrotnie startował w finale indywidualnych mistrzostw kraju, zdobywając 4 medale: dwa srebrne (1964, 1970) i dwa brązowe (1971, 1977), jak również pięć razy zajmując IV miejsca. Spośród jego sukcesów w turniejach międzynarodowych na pierwszy plan wysuwa się zwycięstwo w Ułan Bator w 1956 r., po którym otrzymał przydomek Wilk z Ułan Bator (niem. Der Löwe von Ulan-Bator). Inne znaczące wyniki:
- dz. II m. w Polanicy-Zdroju (1966, za Wasilijem Smysłowem, wspólnie z Levente Lengyelem),
- IV m. w Warnie (1969),
- III-V m. w Kecskemet (1970),
- dz. II m. w Lublinie (1972, za Jackiem Bednarskim, wspólnie z Aivarsem Gipslisem),
- II m. w Starym Smokovcu (1974, za Miloradem Knezeviciem),
- III m. w Starym Smokovcu (1975, za Miloradem Knezeviciem i Wiktorem Kuprejczykiem),
- III-IV m. w Lipsku (1976),
- III-IV m. w Prievidzy (1980),
- dz. II m. w Pradze (1992, za Marcem Beckerem(inne języki), wspólnie z Markiem Vokacem).

Najwyższy ranking w karierze osiągnął 1 lipca 1973 r., z wynikiem 2485 punktów dzielił wówczas 94-99. miejsce na światowej liście FIDE, zajmując jednocześnie 3. miejsce (za Wolfgangiem Uhlmannem i Burkhardem Malichem) wśród szachistów NRD.